# Holoby
Holoby (ucraniano: Голо́би; polaco: Hołoby) es un asentamiento de tipo urbano de Ucrania perteneciente al raión de Kóvel de la óblast de Volinia.
En 2022 la localidad tenía 3871 habitantes. En 2015-2017 se formó con sede en Holoby un municipio, que tiene una población total de unos ocho mil seiscientos habitantes e incluye veintidós pueblos como pedanías.
Se ubica unos 20 km al sureste de Kóvel, sobre la carretera M19 que lleva a Lutsk.

## Historia
Se conoce la existencia del pueblo en documentos desde 1434, cuando pertenecía a la vólost de Mélnytsia en las tierras del castillo de Lubart. El asentamiento medieval original fue destruido por los suecos en la Gran Guerra del Norte y la localidad fue refundada en el siglo XVIII unos 3 km al sur de su ubicación original. Fue una pequeña localidad rural hasta 1876, cuando se abrió aquí una estación del ferrocarril entre Kóvel y Lutsk. La RSS de Ucrania le dio en 1940 el estatus de capital distrital (que perdió en 1958) y en 1957 el estatus de asentamiento de tipo urbano. Antes de la formación del actual municipio en 2015-2017, el ayuntamiento de Holoby solamente tenía cinco pedanías: Brujóvychi, Vívchytsk, Kalynóvnyk, Núzhel y Pohinky.